# Nicholas Maw
John Nicholas Maw, né le 5 novembre 1935 à Grantham (Lincolnshire) et mort le 19 mai 2009, est un compositeur britannique.

## Biographie
Né en Grantham, Lincolnshire, Maw était le fils de Clarence Frederick Maw et de Hilda Ellen Chambers. Il a fréquenté l'école Wennington, un pensionnat, à Wetherby. Sa mère est morte de tuberculose quand il avait 14 ans. Il est entré à la Royal Academy of Music (Marylebone Road) à Londres, où ses professeurs étaient de Paul Steinitz et Lennox Berkeley. Il a ensuite étudié à Paris avec Nadia Boulanger et Max Deutsch .
De 1998 à 2008, Maw a travaillé au Peabody Institute de l'université Johns-Hopkins, où il a enseigné la composition musicale. Il avait auparavant travaillé à l'université Yale, au Bard College, à l'université de Boston, à la Royal Academy of Music, à l'université de Cambridge et à l'université d'Exeter.

## Compositions
Maw est surtout connu pour les œuvres orchestrales Odyssey (1987) et The World in the Evening (1988), la pièce pour guitare Music of Memory (1989) et le concerto pour violon (1993) écrit pour Joshua Bell. Sa musique a été qualifiée de néo-romantique mais aussi de moderniste et de musique atonale (par exemple Personæ, son cycle continu de pièces pour piano).
En 2002 un opéra, Sophie's Choice (adapté du roman de William Styron), a été commandé par BBC Radio 3 et le Royal Opera House, Covent Garden. Il a été créé au Royal Opera House sous la direction de Sir Simon Rattle. Il a ensuite été monté par Markus Bothe au Deutsche Oper Berlin et à l'Opéra populaire de Vienne. Il a été joué pour la première fois en Amérique du Nord par l'Opéra national de Washington (en) en octobre 2006. La mezzo-soprano Angelika Kirchschlager, qui avait chanté Sophie à Londres, a repris le rôle au National Opera, en compagnie du baryton américain Rod Gilfry dans le rôle de Nathan Landau, l'homme schizophrène qui sauve d'abord Sophie et la persuade de se joindre à lui dans un pacte suicidaire. Maw a aussi arrangé pour le concert une suite pour orchestre basée sur la musique de l'opéra.
Une interprétation de Odyssey a eu lieu à la BBC le 9 décembre 2005, et a été diffusé par BBC Radio 3 deux jours plus tard. Simon Rattle a également dirigé l'enregistrement de l'œuvre par l'Orchestre symphonique de Birmingham.

## Liste chronologique des compositions
- Eight Chinese Lyrics (1956) pour mezzo-soprano
- Requiem (1956-7) pour voix & orchestre
- Flute Sonatina (1957)
- Nocturne (1957) pour mezzo-soprano & orchestre de chambre
- Six Chinese Songs (1959) pour contralto & piano
- Five Epigrams (1960) pour chœur
- Our Lady's song (1961), noël pour chœur
- Chamber Music (1962) pour hautbois, clarinette, cor, basson & piano
- Scenes and Arias (1962, rev. 1966) pour soprano, mezzo-soprano, contralto et orchestre
- Round (1963) pour voix d'enfants, chœur SATB and piano
- The Angel Gabriel (1963), arrangement choral sur une mélodie basque
- Bulalow (1964), noël pour chœur
- One Man Show (1964, rev. 1966 & 1970), opéra
- Arrangement of Corpus Christi Carol (1964) pour sopranos et piano
- Quatuor à cordes nº 1 (1965)
- Severn Bridge Variation (1966) pour une œuvre collective avec Malcolm Arnold, Michael Tippett, Alun Hoddinott, Grace Williams and Daniel Jones
- Sinfonia (1966) pour orchestre de chambre
- Six Interiors (1966) pour ténor et guitare
- Sonata (1966) pour cordes et deux cors
- The Voice of Love, Eight Peter Porter songs (1966) pour mezzo-soprano & piano
- Double Canon for Igor Stravinsky on his 85th Birthday (1967)
- The Rising of the Moon (1967-1970), opéra en trois actes
  - Concert Music from The Rising of the Moon (arr. 1972) pour orchestre
- Epitaph-Canon in Memory of Igor Stravinsky (1971) pour flûte, clarinette & harpe
- Five Irish Songs (1972) pour chœur
- Personae I, II & III (1973) pour piano
- Serenade pour orchestre (1973, rev. 1977)
- Life Studies (1973-6) pour quinze cordes
- Te Deum (1975) pour voix d'enfant soprano ou soprano, ténor, chœur SATB, ensemble des fidèles et orgue
- Reverdie (1975), cinq mélodies pour voix d'hommes
- Annes! (1976) pour chœur SATB non accompagné
- Nonsense Rhymes for Children (1976), 20 mélodies avec accompagnement de piano
- La Vita Nuova (1979), cinq mélodies pour soprano et ensemble de  chambre
- The Ruin (1980) pour chœur SSAATTBB et cor solo
- Flute Quartet (1981)
- Summer Dances (1981) pour orchestre
- Night Thoughts (1982) pour flûte seule
- Quatuor à cordes nº 2 (1982)
- The Old King's Lament (1982) pour contrebasse seule
- Spring Music (1982-3) pour orchestre
- Little Suite (1984) pour guitare seule
- Sonata Notturna (1985) pour violoncelle & cordes
- Personae IV, V & VI (1985-6) pour piano
- Little Concert (1987) pour hautbois, deux cors & cordes
- Odyssey (1972-5, 1979, 1985-7) pour orchestre
- Ghost Dances (1988), ballet imaginaire pour cinq instrumentistes
- The World in the Evening (1988) pour orchestre
- Five American Folksongs (1989) pour voix & piano
- Music of Memory (1989, rev. 1991) pour guitare seule
- Three Hymns (1989), pour chœur SATB et orgue
- Roman Canticle (1989, rev. 1991) pour baryton, flûte, alto & harpe
- One Foot in Eden Still, I Stand (1990) pour chœur mixte et orgue optionnel
- Piano Trio (1990-1)
- American Games (1991) pour orchestre de vents
- Shahnama (1992) pour orchestre de chambre
- The Head of Orpheus (1992) pour soprano et deux clarinettes
- Swetė Jesu (1992) pour chœur
- Concerto pour violon (1993)
- Quatuor à cordes nº 3 (1994)
- Dance Scenes (1994-5) pour orchestre
- Voices of Memory (1995) pour orchestre
- Hymnus (1995-6) pour chœur SATB et orchestre
- Solo Violin Sonata (1996-7)
- Stanza (1997) pour violon seul
- Narration (2001) pour violoncelle seul
- Intrada (2001) pour quatuor à cordes
- Sophie's Choice (1999-2002), opéra en quatre actes, basé sur Le Choix de Sophie
  - Concert Suite from Sophie's Choice (2003) pour orchestre avec mezzo-soprano possible
  - Tango from Sophie's Choice (2004) pour guitare seule
- Fanfare (2004) pour ensemble de cuivres
- Concerto pour cor anglais et orchestre (2004)
- Quatuor à cordes nº 4 (2005)
- String Sextet (2007)